# Three-Fingered Kate
Three-Fingered Kate  è un personaggio creato da Harold Brett.

## Il personaggio
Three-Fingered Kate anticipò l'eroina femminile dei serial girati negli Stati Uniti. I misteri di New York o The Perils of Pauline, entrambi del 1914, sarebbero diventati molto più famosi ma avrebbero proposto anche un personaggio femminile-vittima, una damigella in pericolo che deve sfuggire continuamente alle trappole e ai pericoli che la perseguitano. Kate Tre Dita, invece, è un'arci-criminale, padrona del proprio destino. Oltretutto, Kate e sua sorella Mary fumano spesso e volentieri con ostentato disprezzo del galateo, sottolineando la loro estraneità alle regole della società borghese.
A differenza dei serial americani, Three-Fingered Kate adotta un sorprendente approccio moderno alla storia di una criminale, condito di umorismo e di senso della satira. Il detective Sheerluck, perpetuamente sulle tracce della sua antagonista, non è fornito delle capacità deduttive che sfodera invece immancabilmente il suo ispiratore, Sherlock Holmes. Così, il povero Sheerluck deve affidarsi alla dea bendata che però lo sbeffeggia, messo sempre nel sacco dalla sua nemica. Che si permette anche di lasciargli una sveglia e un biglietto sarcastico nella stanza dove è riuscita a portare a buon fine un furto nonostante la sorveglianza del detective.

### Le Tre Dita
La ragione per cui Kate ha perso due dita della mano destra non è chiara, almeno l'episodio superstite del serial non ne spiega il motivo. Ogni episodio finisce con Kate che mostra alla cinepresa la mano mutilata con gesto di sfida. In Three-Fingered Kate: The Wedding Presents, il gesto si trasforma in uno più volgare, diretto alle vittime e alle forze dell'ordine. Kate è il personaggio di una proto femminista audace e ironica, molto in avanti rispetto ai suoi tempi.

## Storia
Nel 1909, la British & Colonial Kinematograph Company produsse un cortometraggio diretto da J.B. McDowell, The Exploits of Three-Fingered Kate, che aveva come eroina Kate, una donna a capo di una banda di rapinatori. Soprannominata Three-Fingered Kate (Kate Tre Dita) perché a una mano le mancavano due dita, Kate era aiutata nelle sue imprese dalla sorella Mary ma aveva anche un nemico, il detective Sheerluck Finch.
Il film, uscito in ottobre, ebbe un grande successo, tanto da indurre la casa di produzione a mettere immediatamente in cantiere il secondo episodio di quella che sarebbe diventata alla fine, nel 1912, una serie di sette episodi. La troupe, formata dagli attori Ivy Martinek, Alice Moseley e Charles Calvert, nonché da H.O. Martinek, il regista che aveva sostituito McDowell, girò subito il seguito della storia, Three-Fingered Kate: Her Second Victim, the Art Dealer, che uscì a tamburo battente in novembre.
Altri due episodi vennero prodotti e distribuiti nel 1910, sempre con gli stessi attori e lo stesso regista, che era il fratello di Ivy Martinek.
La serie finì nel 1912, con tre film, uno dei quali, Three-Fingered Kate: The Wedding Presents venne diretto da Charles Raymond. Questo film è l'unico ancora esistente, conservato negli archivi del BFI.

## I film della serie
- The Exploits of Three-Fingered Kate, regia di J.B. McDowell (1909)
- Three-Fingered Kate: Her Second Victim, the Art Dealer, regia di H.O. Martinek (1909)
- Three-Fingered Kate: Her Victim the Banker o Three Fingered Kate, regia di H.O. Martinek (1910)
- Three-Fingered Kate: The Episode of the Sacred Elephants, regia di H.O. Martinek (1910)
- Three-Fingered Kate: The Wedding Presents, regia di Charles Raymond (1912)
- Three-Fingered Kate: The Case of the Chemical Fumes, regia di H.O. Martinek (1912)
- Three-Fingered Kate: The Pseudo-Quartette, regia di H.O. Martinek (1912)